# Hospitales Pascual
Hospitales Pascual es el nombre comercial de José Manuel Pascual Pascual S.A., una empresa hospitalaria española de asistencia sanitaria privada fundada por el doctor José Manuel Pascual Pascual en 1947. Cuenta con siete hospitales en las provincias de Cádiz, Málaga y Huelva. En 2018 contaba con 1.300 camas hospitalarias en 80,000m² de construcción hospitalaria.

## Historia
En 1947 el doctor José Manuel Pascual Pascual fundó una clínica privada en la ciudad de Cádiz con 8 camas. Con el tiempo, el Hospital de San Rafael fue el germen del Grupo Hospitales Pascual, la mayor entidad sanitaria privada de Andalucía.
En 1980 el doctor José Manuel Pascual Sánchez-Gijón se hace cargo de la gerencia de la empresa. En 1984 inaugura el Hospital Blanca Paloma, en la capital onubense.
En 1987 inaugura el Hospital Santa María del Puerto, en el Puerto de Santa María, 
En 1989 el Grupo compra el Hospital Blanca Paloma en Huelva, un hospital con 200 camas.
En 1994 el Grupo abre en Málaga sobre el solar del antiguo Hospital Militar el nuevo Hospital Dr. Pascual, un centro de 200 camas.
En 1996 se abrió el Hospital Virgen de las Montañas en Villamartín (Cádiz, con 110 camas. Un año después, en 1997 abre sus puertas el Hospital Virgen del Camino de Sanlúcar de Barrameda, también con 110 camas.
En mayo de 1999 la empresa abrió el Hospital Virgen de las Viñas en la localidad cordobesa de Montilla. Ofreció servicios gratuitos a la población durante un año, pero cerró en 2000, ante la negativa de la Junta de Andalucía a concertar sus servicios.
En 2011, CCOO denunció a la empresa por amenazas a las trabajadoras con motivo del uso del pijama sanitario.
En 2016 la Consejería de Salud de la Junta de Andalucía decidió acudir a los tribunales ante la campaña publicitaria de la empresa que anunciaba asistencia sin coste a enfermos en listas de espera públicas.
En 2019 el Tribunal Superior de Justicia de Andalucía condenó en firme a la Junta de Andalucía por el pago de los conciertos de tres hospitales en una cantidad cercana a los 15 millones de euros.

## Centros
- Provincia de Málaga
  - Hospital Dr. Pascual (Málaga)

- Provincia de Cádiz
  - Hospital San Rafael (Cádiz)
  - Hospital Santa María del Puerto (Puerto de Santa María)
  - Hospital Virgen de las Montañas (Villamartín)
  - Hospital Virgen del Camino (Sanlúcar de Barrameda)

- Provincia de Huelva
  - Hospital Blanca Paloma (Huelva)
  - Hospital Virgen de la Bella (Lepe)

## Reconocimientos
En julio de 2019 la Sociedad Andaluza de Medicina Interna reconoció el trabajo en ecografía clínica de los Hospitales Pascual.